# 死の島 (ベックリン)
『死の島』（しのしま、ドイツ語: Die Toteninsel）は、スイス出身の画家アルノルト・ベックリン（1827年 - 1901年）の代表作の絵画。ベックリンは1880年から1886年の間にこの謎めいた主題で繰り返し作品を描いており、作品はそれぞれ少しずつ異なっている。20世紀半ばのヨーロッパでは非常に有名になった絵であり、ナボコフの小説「絶望」にも「ベルリンの家庭という家庭でみることができた」という記述があり、郵便はがきのデザインとしてもたいへん人気があった。フロイト、レーニン、クレマンソー、ラフマニノフ（交響詩『死の島』を作曲した）、ヘッセたちもこの絵を好んで飾っていたことで知られるが、この絵や作者のもつペシミズムや死のイメージはなかでもアドルフ・ヒトラーおよびナチスの理想と共鳴することになる。

## 作品
「死の島」はどれも暗い水辺の向こうに浮かぶ荒廃した岩の小島を描いている。小さな手こぎの船がちょうど岸辺の水門と防潮堤のところへ来たところだ。こぎ手は後尾から船を操縦している。水門を前にした船には白いものですっかり覆われて立つ人の姿がある。そのすぐ後ろには花綱で飾られた白いものがあり、これはふつう棺と解釈される。狭い小島に広がるのは密になった高く、暗い糸杉の木立であり―受け継がれてきた墓と喪の歴史を連想させる―切り立った険岸を縁取っている。岩壁に穿たれた墓所と窓も葬送の主題に属する。
ベックリン自身はこの絵の意味について何の説明もしていないが、はっきりと「夢のような絵。誰かにドアをノックされたら驚き慌てるような静謐さを必ずともなって」と語っている。1883年に美術商のフリッツ・グルリットがつけた題は、したがってベックリンが指示したものではないが、1880年に絵の元の依頼者に送った手紙にあった言葉に由来するものではある。「死の島」の初期ヴァージョンの過去はあまり知られていないが、多くの人が船のこぎ手をギリシア神話において死者の魂を冥府へと案内するカローンのそれと解している。水はつまりステュクス、あるいはアケローン川であり、白で覆われた船客は死後の世界に連れて行かれる亡くなったばかりの人間の亡霊となる。
ベックリンはしばしば島をモチーフにして絵を描いていた。文明から隔絶した孤独な「死の島」は聖域としての自然であり、画家のペシミズムと文明への嫌悪感、無常観をよく現している。ベックリンの孤独は、単純に神話や英雄と結びつくわけではなく、社会への一つの意見表明であり、これらのテーマがそのまま作者に送り返されてベックリン自身と重ねられる。島にそなわった墓は画家その人のものでもあり、芸術と画家とはこの絵によって神話の領域にまで高められている。

## 受容
「死の島」はそのテーマの明瞭さゆえに政治家や芸術家だけでなく一般人からも人気があり、女性にはこの絵の複製を部屋に飾るよう勧めてまわる人間が現れるほどだった。そして文学や音楽、演劇へとよく翻案されたが、とりわけプロパガンダやスローガン、コマーシャルとして利用された。

## 死の島

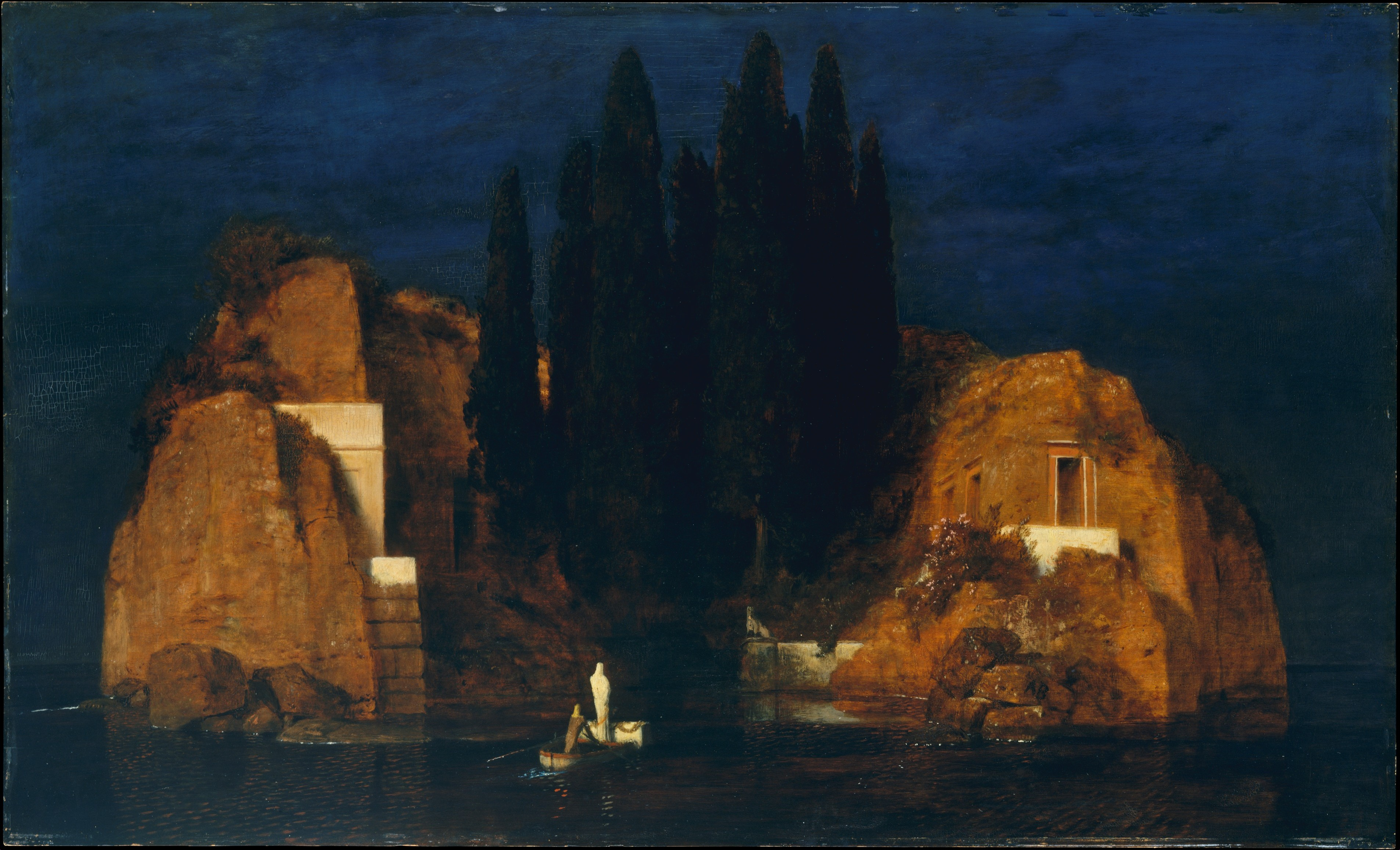
ニューヨーク版(1880年)

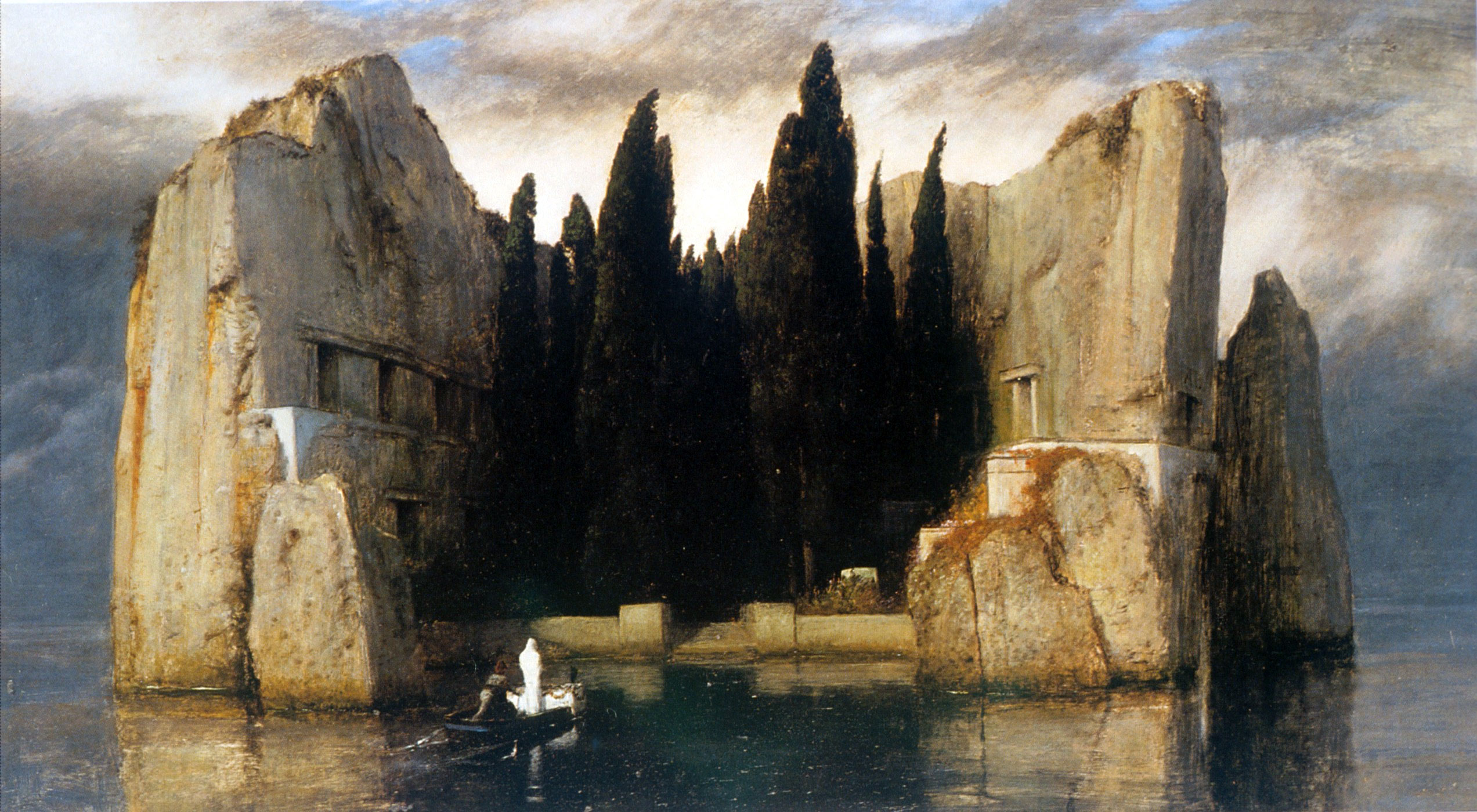
1883年に描かれた3枚目の「死の島」

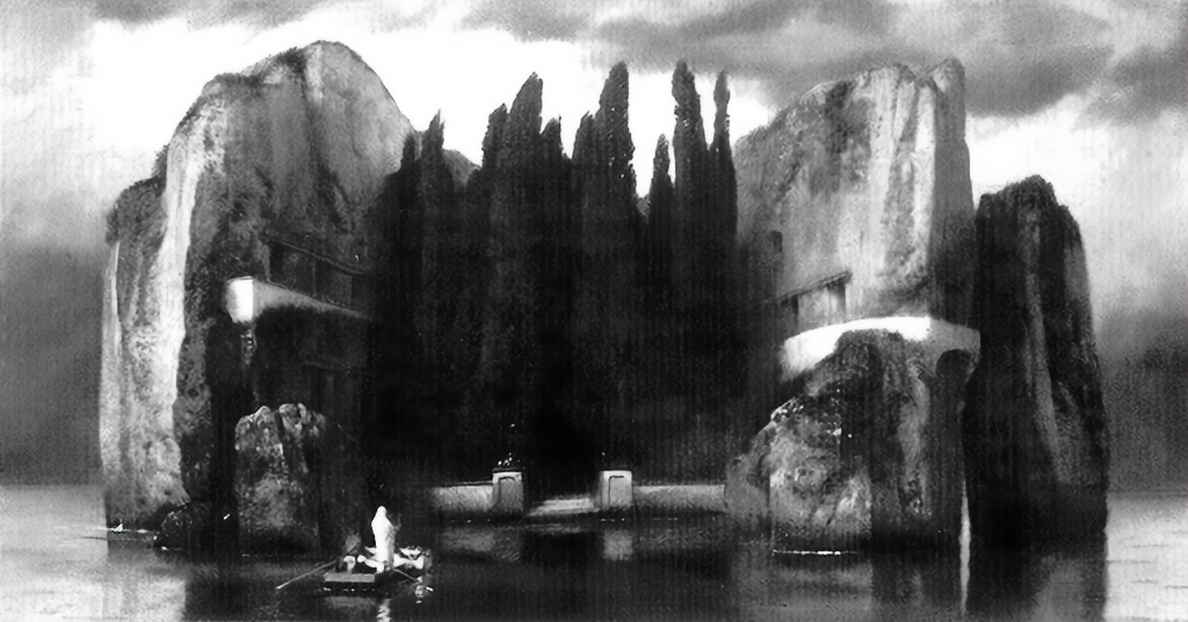
白黒写真でのみ現存する4枚目の「死の島」(1884年)

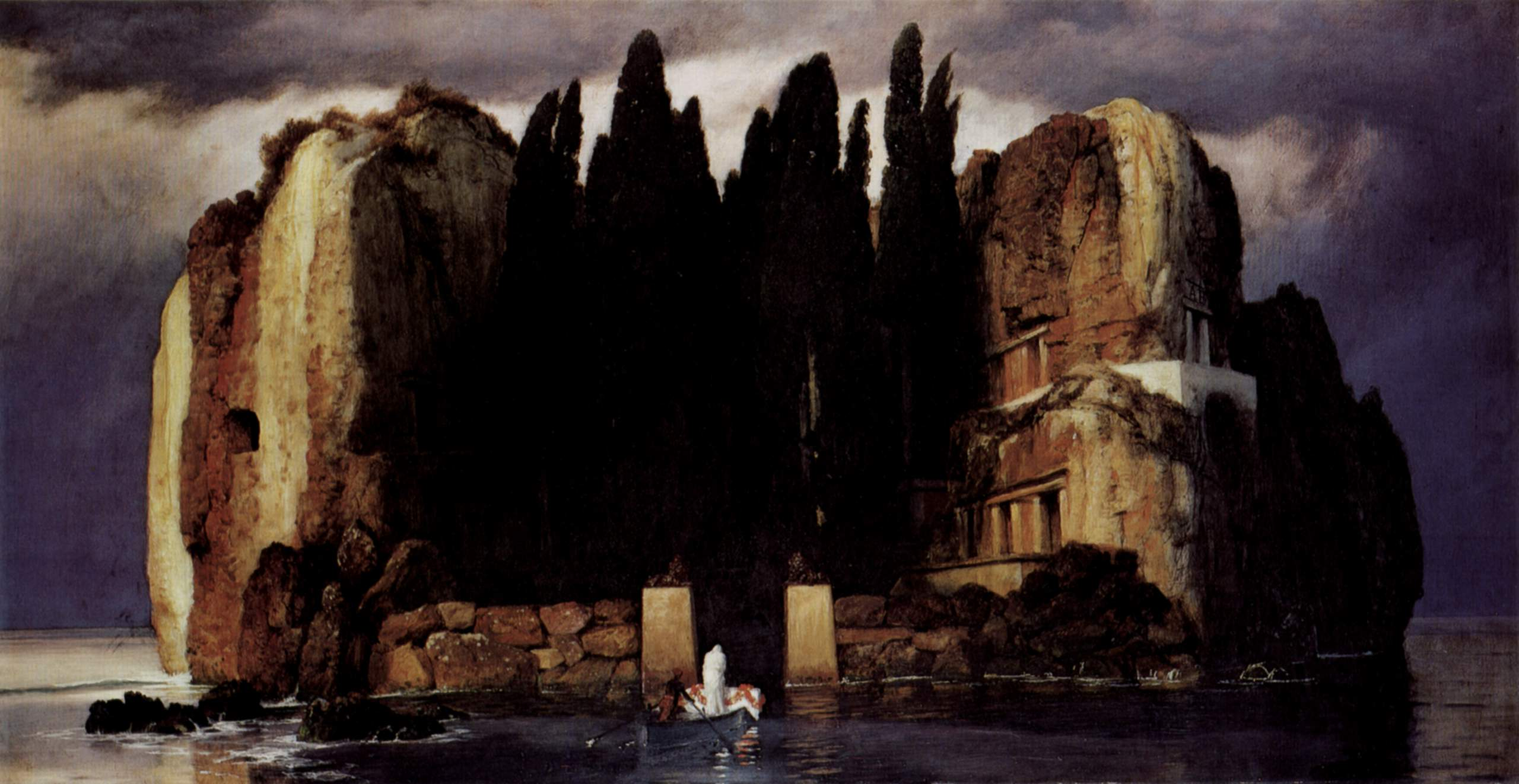
5枚目の「死の島」（1886年）

### 5枚の「死の島」
1. May 1880 - Oil on canvas; 111 x 115 cm; バーゼル市立美術館.
2. June 1880 - Oil on board; 74 x 122 cm; メトロポリタン美術館
3. 1883 - Oil on board; 80 x 150 cm; 旧国立美術館, ベルリン美術館.
4. 1884 - Oil on copper; 81 x 151 cm; 第二次世界大戦中に焼失
5. 1886 - Oil on board; 80 x 150 cm; ライプツィヒ造形美術館

ベックリンがパトロンのアレクサンダー・ギュンターのために最初のヴァージョンを完成させたのは1880年5月のことだったが、そのまま絵を引き渡すことはしなかった。4月になっても作業は続いていたが、その頃ベックリンのアトリエをマリー・ベルナという女性が訪ねている（当時は金融家ゲオルク・フォン・ベルナ博士の未亡人だったが、その後すぐにドイツの政治家オリオラ伯ヴァルデマーの夫人となる）。完成半ばでイーゼルに置かれていた最初のヴァージョン（「バーゼル版」）の「夢のようなイメージ」に感動したベルナのために、ベックリンは一回り小さな絵を板の上に描いたのだ（「ニューヨーク版」）。ベルナの望みを聞いて、何年も前にジフテリアで亡くなった彼女の夫をしのばせる棺と女性の姿が描き加えられた。結果からいえば、これらの要素は最初のものにはなかったということになる。そして一連の作品を、ベックリンはDie Gräberinsel (墓の島)と呼んだ.（最初のヴァージョンはバーゼルとニューヨークどちらのものかでしばしば混乱がある）。
3枚目は1883年に、取引のあった画商のフリッツ・グルリットのために描かれた。以降のものには、右手の岩壁にある墓所の一つにベックリン自身のイニシャルである「"A.B."」が入っている。無名の画商から受けた仕事だからできたことであるが、絵の核心部分への署名は、島の記念碑性を高めるとともにそこが画家の墓であることを確認するものともいえるかもしれない。1933年にこのヴァージョンは売りに出され、ベックリンの信奉者として知られるアドルフ・ヒトラーがそれを入手した。はじめオーバーザルツベルクにあったヒトラーの別荘ベルクホーフに置かれたが、1940年からはベルリンの総統官邸に掛けられるようになった。今はベルリンの旧国立美術館に所蔵されている。
そして経済的な理由に迫られて4枚目が1884年に描かれた。最終的にこれを手にしたのは起業家でアート・コレクターのハインリヒ・ティッセンで、彼の所有するベルリン銀行の子会社に飾られた。第二次世界大戦の爆撃で焼失しており、白黒の写真しか残されていない。
5枚目はライプツィヒ美術館の依頼で1886年に描かれ、いまもそこに展示されている。

### 触発源

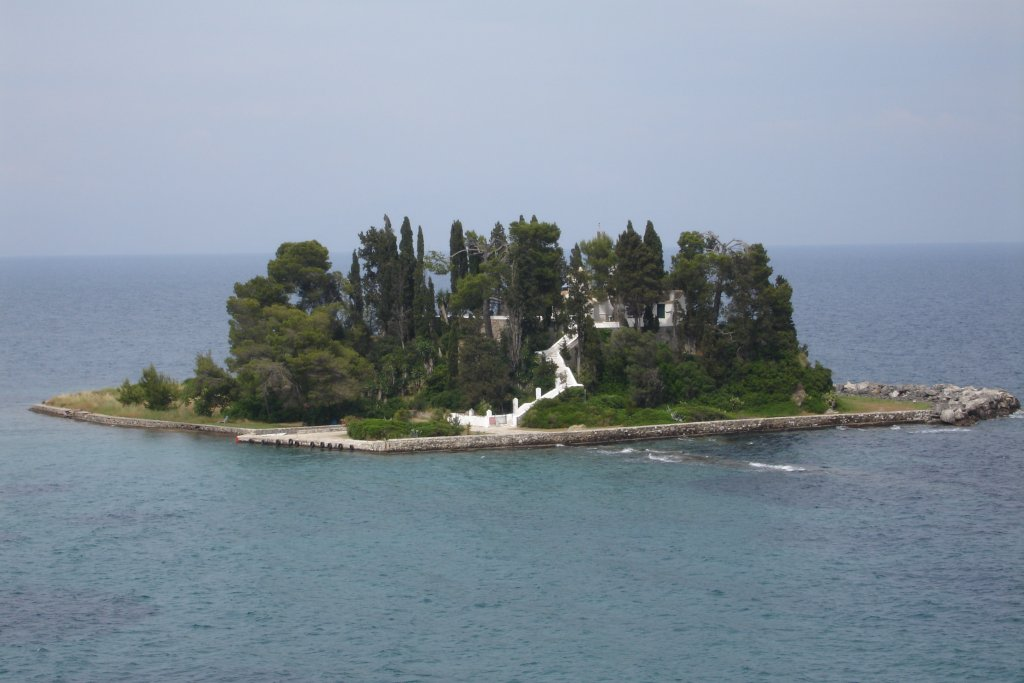
ギリシアのケルキラ島(コルフ島)にほど近いポンディコニシ

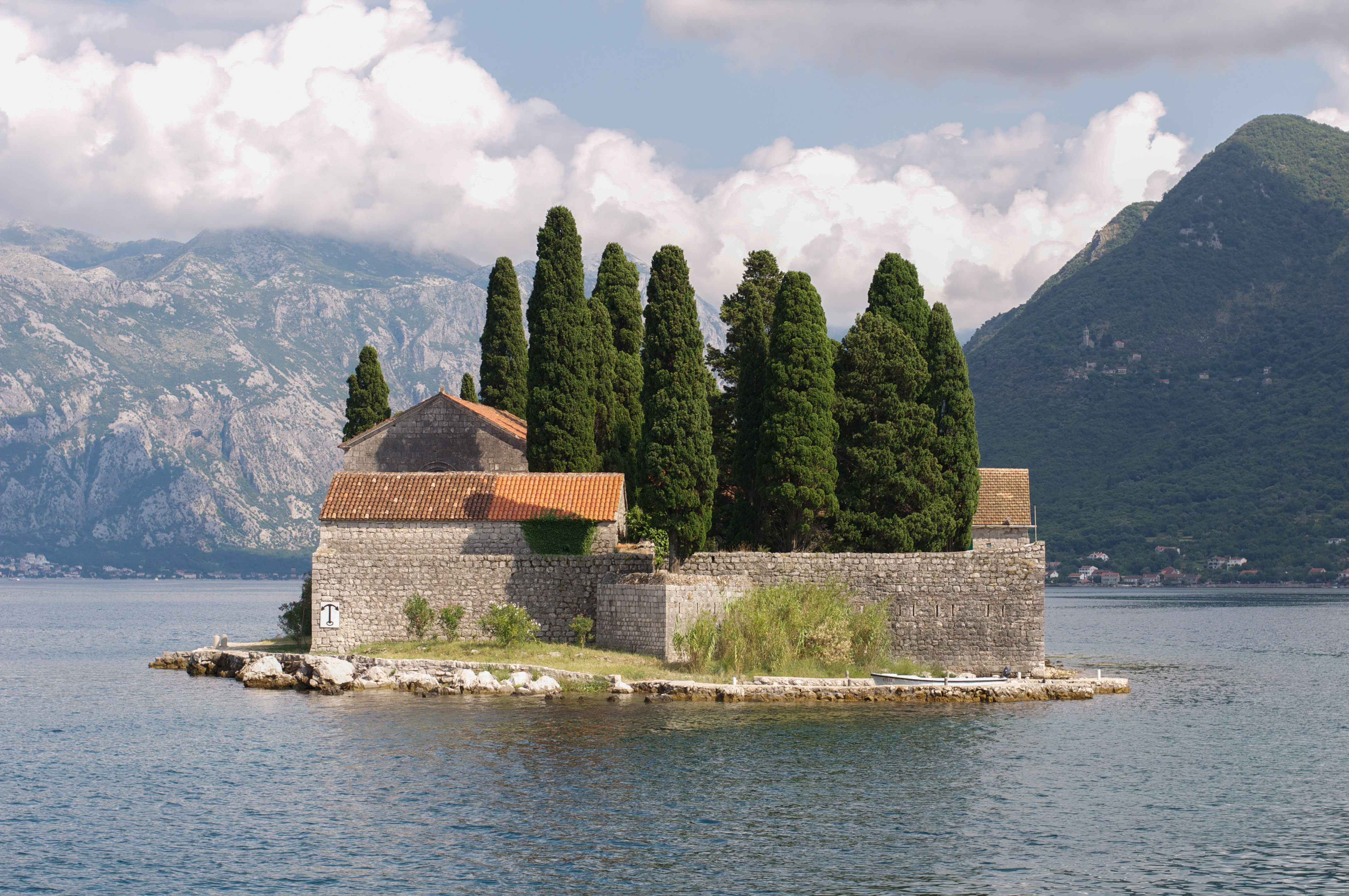
モンテネグロの聖ジョージ島（Sveti Đorđe）

一説には、「死の島」が再現しているのは最初の3点が描かれた場所であるイタリア、フィレンツェのイギリス人墓地 である。この霊園はアトリエのそばにあり、ベックリンの幼い娘であるマリアを埋葬した場所でもある（ベックリンは14人の子をもうけ8人を失った）。
岩の小島のモデルとしてはケルキラ島の近くにある小さな島、ポンディコニシが知られており、ここは糸杉が繁るなかに小さな礼拝堂がある。他にもティレニア海に浮かぶポンツァ島や聖ユライ霊園島、モンテネグロコトル湾の聖ジョージ島（Sveti Đorđe、北緯42度29分08.0秒 東経18度41分26.2秒）などが挙げられてきた。
ベックリン自身が弟子に触発源として語ったとされるのはイスキア島のアラゴネーゼ城である。しかしこれらの地をベックリンが訪れるのは後になってからで、中には画家が足を踏み入れたことのない場所も含まれている。

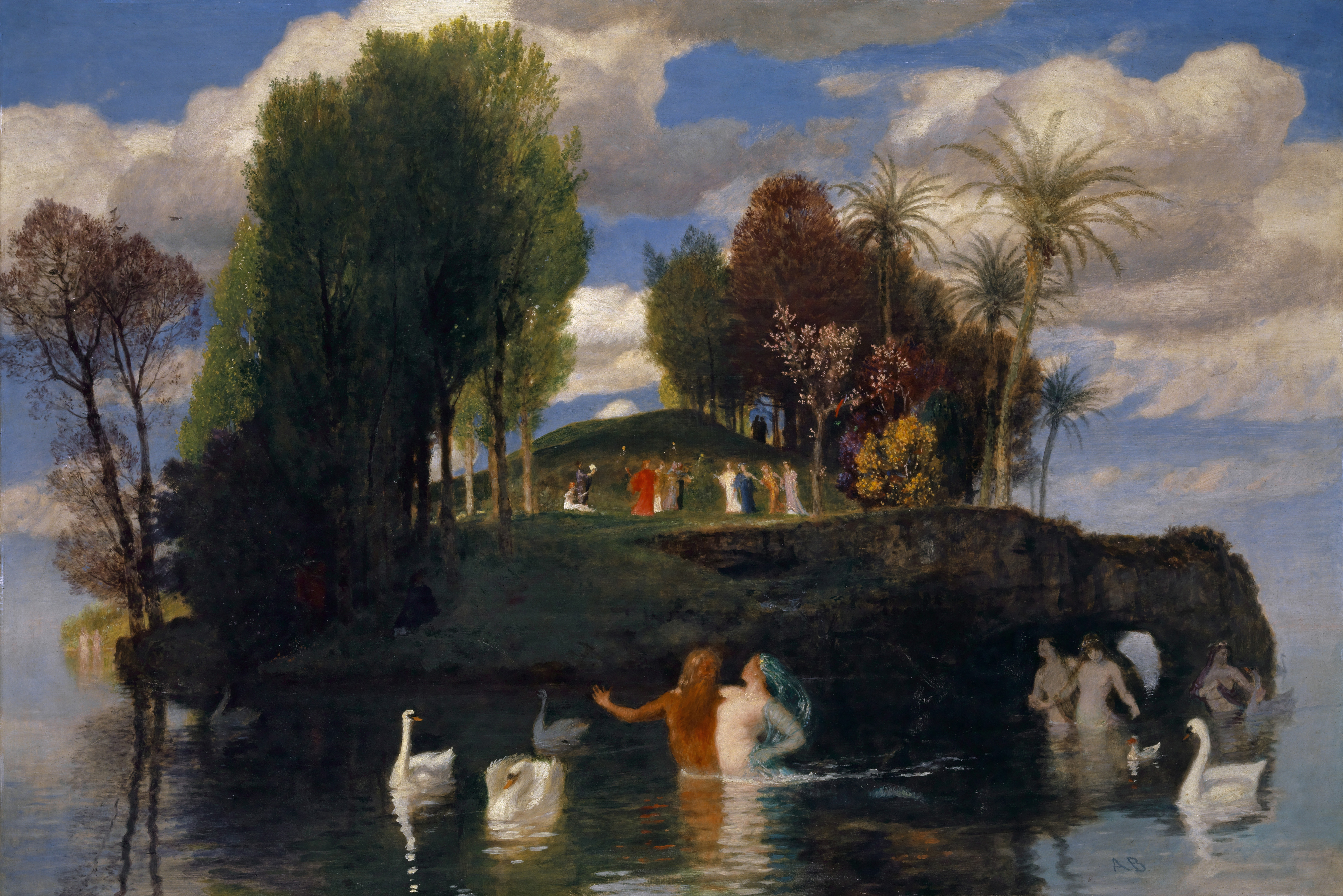
「生の島」(1888年)

### 生の島
1888年に、ベックリンはDie Lebensinsel（生の島）と呼ばれる作品も描いている。おそらくは「死の島」の対極にあるものを目指したのであり、こちらも小さな島を描いているが、そこには喜びと色彩に満ちている。最初の「死の島」と同じく、この絵もバーゼル市立美術館のコレクションの一部である。